# La bella destata (serie televisiva)
La bella destata è un serie televisiva documentaria del 2023 diretta da Federico Ferrantini con Maria Grazia Cucinotta, Andrea Roncato e Adriana Volpe.
È un racconto itinerante di quattro puntate prodotto da Settimio Colangelo e sostenuto dalla Regione Abruzzo e Arta Abruzzo.

## Trama
Si tratta di un documentario sull'Abruzzo; la voce narrante è di Maria Grazia Cucinotta che conduce nella dimensione del fantastico (fiabe e leggende) e in quello letterario (poesie e racconti). Andrea Roncato e Adriana Volpe descrivono la tradizione sempre viva della cucina del luogo. Ogni puntata racconta una cittadina precisa o un luogo determinato. 

## Ambientazione
Le riprese sono avvenute in Abruzzo, comuni e piccoli borghi, tra cui Scanno, Gessopalena, Popoli, Campli.